# Pontocytheroma
Pontocytheroma is een geslacht van kreeftachtigen uit de klasse van de Ostracoda (mosselkreeftjes).

## Soort
- Pontocytheroma arenaria Marinov, 1963